# Cabrières-d'Aigues
 Cabrières-d'Aigues  es una población y comuna francesa, en la región de Provenza-Alpes-Costa Azul, departamento de Vaucluse, en el distrito de Apt y cantón de Pertuis.
Está integrada en la Communauté de communes Luberon - Durance.

## Demografía
| 416 | 464 | 504 | 468 | 566 | 585 | 503 | 552 | 534 | 548 | 555 | 553 | 515 | 452 | 403 | 373 | 408 | 405 | 419 | 404 | 326 | 311 | 302 | 307 | 300 | 332 | 352 | 415 | 400 | 429 | 532 | 651 |
| Para los censos de 1962 a 1999 la población legal corresponde a la población sin duplicidades (Fuente: INSEE [Consultar]) |     |     |     |     |     |     |     |     |     |     |     |     |     |     |     |     |     |     |     |     |     |     |     |     |     |     |     |     |     |     |     |